# 12. Budapesti Nemzetközi Cirkuszfesztivál
A 12. Budapesti Nemzetközi Cirkuszfesztivál (angolul: 12th International Circus Festival of Budapest) 2018. január 8. és 14. között került megrendezésre Budapesten, a Fővárosi Nagycirkuszban. Az „A” műsorra január 9-én és 13-án, a „B” műsorra január 10-én és 11-én került sor, míg a gálaműsort január 14-én tartották.
A produkciók jelentkezési határideje 2017. augusztus 31. volt. Október elején kezdték meg a jegyek árusítását a Nagycirkuszban tartott előadásokra. A fesztivál előadásait és kísérőprogramjait, amelyeket főváros szerte több helyszínen rendeztek meg, több mint tizenötezren látták.
A nemzetközi seregszemlét a Győztesek karneválja a cirkuszban című előadás követte, amely 2018. január 19. és március 11. között, hetente nyolc alkalommal volt látható a Fővárosi Nagycirkusz porondján.

## A fesztivál programja
A hagyományokkal ellentétben a fesztivál öt helyett hét napos volt: 2018. január 8. és 14. között tartották, így ez volt a leghosszabb seregszemle a rendezvény történetében. Ez idő alatt a versenyprogramban tizennégy ország artistaművészei léptek a közönség és a zsűri elé két műsorban, három-három előadásban. Továbbá versenyen kívül tartották meg az új fellépők műsorát, amelyen csak magyar artisták mutathatták meg tudásukat a világ számos pontjáról érkezett cirkuszigazgatóknak, cirkuszi szakembereknek. Ezen kívül első alkalommal rendeztek éjszakába nyúló modern, összművészeti műsort Lyrical Circus Late-Night Show (magyarul: Késő esti költői cirkusz) címmel, amelyen olyan külföldi és magyar cirkuszművészeti műsorszámok – etűdök – kerültek bemutatásra, amelyek önmagukban történeteket meséltek el. Az eseménysort a zárónapi gálaelőadás zárta, ahol átadták a fesztivál nagydíjait: az Arany, az Ezüst és a Bronz Pierrot-díjakat.
Az Európai Cirkuszszövetség (ECA) 2017. június 29-én Budapesten tartott elnökségi ülésén döntött arról, hogy a 250 éves modernkori cirkuszművészet jubileumi évadának nemzetközi ünnepségsorozata a 2018-as Budapesti Nemzetközi Cirkuszfesztivál keretein belül nyílik meg. Az európai megnyitóünnepségre január 9-én került sor, hiszen 1768-ban ezen a napon nyitotta meg kapuit az első modern cirkusz a londoni Westminster híd mellett, Philip Astley vezetésével, akit emiatt a modern cirkusz atyjaként tartanak számon. A nyitórendezvényen a szervezők szerették volna feleleveníteni a 250 évvel ezelőtti eseményt, ezért felkérték Richter Flórián, Arany Bohóc-díjas magyar artistaművészt, hogy huszonnégy lova segítségével játssza el a történelmi eseményt. Ezen kívül készítettek egy 250 méteres kiállítást is 250 év cirkusz, 250 méter cirkuszművészet címmel, amit a nagycirkusz épülete előtt felállított sátorban lehetett megtekinteni és ahol minden egyes évet egy 1 m²-es felület jelzett, illetve minden tizedik ilyen tablót egy monitor követett, amin valamilyen összeállítás volt látható arról az évtizedről, amelyhez kapcsolódik. A tablók időrendi sorrendben követték egymást és egy-egy emlékezetes pillanatra fókuszáltak. Így a látogatók végigkövethették, hogy hogyan fejlődött a művészeti ág az évek alatt. A bemutató központi eleme egy 13 méter átmérőjű manézs (amely megegyezik a hagyományos cirkuszi porond méretével) lesz a benne helyet foglaló öt méter magas lószoborral, amelyet egy csősátor ölel majd körbe. Ebben különböző cirkuszi rekvizitumokat állítanak ki és a nézők ezen keresztül haladva juthatnak majd be a cirkusz épületébe. A kiállítást Navracsics Tibor az Európai Bizottság kulturális, oktatási, ifjúságpolitikai és sportügyi biztosa nyitotta meg. A tárlat megnyitója után került sor A modern cirkusz atyja című film premierjére a cirkusz épületben. A dokumentumfilm az 1916-ban született és 100 éves korában, 2016-ban elhunyt, Tihanyi művésznéven ismert Czeisler Ferenc cirkuszművésznek állított emléket.
Mindezeken túl a fesztivál hete alatt, január 12-én a Vajdahunyad vára előadótermében tartották meg az Európai Cirkuszszövetség szakmai konferenciáját is, amelyen magyar és külföldi előadók és cirkuszművészeti szakemberek tárgyalták meg a cirkuszpedagógia szakterületének módszereit és lehetőségeit, de szó esett a magyarországi tapasztalatokról is, gyakorlati bemutatással.
2017. szeptember 6-án jelentették be a fesztivál előadásainak időpontjait:
| Dátum                       | Időpont | Program                                                         | Helyszín             |
| --------------------------- | ------- | --------------------------------------------------------------- | -------------------- |
| 2018. január 8., hétfő      | 17:00   | „250 év cirkusz – 250 méter cirkuszművészet” kiállítás megnyitó | Fővárosi Nagycirkusz |
| 2018. január 8., hétfő      | 17:30   | A modern cirkusz atyja filmbemutató                             | Fővárosi Nagycirkusz |
| 2018. január 8., hétfő      | 20:00   | Egyenes labirintus                                              | MACIVA Művésztelep   |
| 2018. január 9., kedd       | 19:00   | „A” műsor                                                       | Fővárosi Nagycirkusz |
| 2018. január 10., szerda    | 19:00   | „B” műsor                                                       | Fővárosi Nagycirkusz |
| 2018. január 10., szerda    | 19:00   | Maski Cubed                                                     | Nemzeti Színház      |
| 2018. január 11., csütörtök | 15:00   | „B” műsor                                                       | Fővárosi Nagycirkusz |
| 2018. január 11., csütörtök | 19:00   | „B” műsor                                                       | Fővárosi Nagycirkusz |
| 2018. január 11., csütörtök | 19:00   | Várkert Varieté                                                 | Várkert Bazár        |
| 2018. január 12., péntek    | 15:00   | Newcomer Show                                                   | Fővárosi Nagycirkusz |
| 2018. január 12., péntek    | 19:00   | Irány Rio!                                                      | Várkert Bazár        |
| 2018. január 12., péntek    | 22:00   | Lyrical Circus Late-Night Show                                  | Fővárosi Nagycirkusz |
| 2018. január 13., szombat   | 11:00   | „A” műsor                                                       | Fővárosi Nagycirkusz |
| 2018. január 13., szombat   | 15:00   | „A” műsor                                                       | Fővárosi Nagycirkusz |
| 2018. január 13., szombat   | 15:00   | PlanSHET & Quartet DEKRU                                        | Várkert Bazár        |
| 2018. január 14., vasárnap  | 19:00   | Gálaműsor (díjátadóval)                                         | Fővárosi Nagycirkusz |

### Kísérőprogramok
A fesztivál ideje alatt a versenyprogram előadásaival párhuzamosan több kísérőprogramot rendeztek külső helyszíneken.
- Egyenes labirintus (Straight Labyrinth) (Magyarország) – MACIVA Művésztelep, 2018. január 8. 20:00

A műsor olyan összművészeti előadás volt, melyben a cirkusz, a színház, az irodalom, a mozgás és a zene találkozott. Az előadás alapjául Yonderboi Egyenes labirintus című hanganyaga, valamint Pilinszky János azonos című verse szolgált. Ezen kívül Weöres Sándor, Szép Ernő, Karinthy Frigyes, Ady Endre és William Shakespeare költeményei szólaltak meg, melyek emlékeket, asszociációkat hívtak elő egy idősödő bohócból. Az előadás rendezője Hegymegi Máté, szereplői Biritz Ákos, Buda Balázs, Farkasházi Ildikó, Fehér Ádám, Kassai Benjamin, Németh Kamilla Sába, Rieberger Norbert, Rieberger-Kiss Borbála, Szoó Regina, valamint Gyabronka József és Pető Kata voltak.
- Maski Theatre: Maski Cubed (Ukrajna) – Nemzeti Színház, Gobbi Hilda Színpad, 2018. január 10. 19:00

Az odesszai társulat előadásában a commedia dell’arte, az abszurd színház, a pantomim, a komédia és a bohóctréfa elemeit keverte.
- Várkert Varieté (Magyarország) – Várkert Bazár, 2018. január 11. 19:00

A műsorban fellépett Kőhalmi Ferenc, bűvész és konferanszié; Galambos Ferenc, bűvész; Méhes Csaba, komikus és pantomimművész; Golden Power, erőemelő duó; Rob és Andrea Alton BMX és aerial ring számukkal, valamint Sebastian & Krisztina quick change dance produkciójukkal.
- Méhes Csaba és a Brass in the Five: Irány Rio! (Magyarország) – Várkert Bazár, 2018. január 12. 19:00

Az előadás egy világ körüli utazást mesélt el Méhes Csaba komikus és pantomimművész és a Brass in the Five rézfúvós kvintett előadásában.
- PlanSHET: PinUp & Quartet DEKRU: Light Souls (Ukrajna) – Várkert Bazár, 2018. január 13. 15:00

A kijevi artistaiskola két diákcsapata, a hat lányból álló PlanSHET formáció és az egy lány és három fiú alkotta Quartet DEKRU közös, komikus pantomim előadással lépett fel.
Bár nem a fesztivál ideje alatt, de annak programjához kapcsolóan január 18-án és 19-én a Trafóban a francia Cie Defracto duó lépett fel Flaque című újcirkuszi előadásával.

## A zsűri tagjai
A 2018-as év egyik újítása volt, hogy a versenyzők produkcióját három egymástól különálló zsűri értékelte: egy nemzetközi, szakmai zsűri, melynek tagjai a világ jelentős cirkuszainak és varietéinek vezetői voltak; az előző évhez hasonlóan egy magyar cirkuszigazgatókból álló csoport, illetve első alkalommal egy közép-európai cirkuszművészekből álló zsűri.
A nemzetközi zsűri tagjai:
- Eugene Chaplin – a zsűri elnöke, a Vaudreuil-Dorion Nemzetközi Cirkuszfesztivál konzultánsa és a Vevey Comedy Festival elnöke (Kanada)
- Peter Dubinsky – a Firebird Productions Inc. tulajdonosa (USA)
- Fabrice Becker – a Cirque du Soleil kreatív igazgatója (Kanada)
- Paul Bernhard – a Roncalli Cirkusz igazgatója (Ausztria)
- Elisa van der Meiden – a Stardust BV Presentatrice casting directora (Németország)
- Lyudmila Schevchenko – a kijevi Ukrán Nemzeti Cirkusz igazgatója (Ukrajna)
- Sun Lili – a Kínai Nemzeti Akrobatacsoport kreatív igazgatója és a Pekingi Akrobataiskola művészeti igazgatója (Kína)
- Fabio Montico – a Latinai Nemzetközi Cirkuszfesztivál elnöke (Olaszország)
- Endrész László – a Blackpool Tower Circus producere és igazgatója (Egyesült Királyság)

## A résztvevők
2017. december 11-én egy sajtótájékoztató keretein belül jelentették be, hogy a fesztiválon négy földrész 15 országának 126 artistaművésze mutatja be produkcióit a nemzetközi versenyprogramban. Ezek az országok a következők voltak: Argentína, Brazília, Csehország, Franciaország, Kína, Kuba, Lengyelország, Lettország, Magyarország, Mexikó, Mongólia, Oroszország, Ukrajna és Üzbegisztán. A részletes program január 4-én került nyilvánosságra. Eredetileg a Tom Brothers ikáriaszámukkal és a Nova Africa csapata hand voltige számukkal is fellépett volna Etiópiából.
Először vett részt üzbég produkció a versenyen. Az országot a Hametov család képviselte gurtniszámukkal az „A” műsorban. 20 év után ismét volt lengyel versenyző a fesztiválon Rafał Walusz személyében, aki a világhírű magyar bűvész, Rodolfo hatására választotta hivatásának az illúzió művészetét. Az előző lengyel résztvevő Mr. Chap volt bohózatával az 1998-as fesztiválon.
A legtöbb versenyzőt Oroszország indította, összesen ötöt.
A Fővárosi Nagycirkusz 2017. november 4. és december 31. között futott Csodagömb – Cirkuszi Nagykarácsony című előadásának néhány fellépője is lehetőséget kapott a fesztiválon való szereplésre: az „A” műsorban szerepelt a Duo Supka cseh zsonglőrduó, a Las Bellas Chicas kubai csapat kínai rúdszámukkal, Agustín Viglione argentin bűvész buborékszámával, Üzbegisztánból a Hametov család gurtnielőadása és Rafał Walusz lengyel illuzionista produkciója, a „B” műsorban az orosz Kalashnikov Borthers diabolo számukkal.
A brazil Bazan Sisters már korábban is fellépett a Fővárosi Nagycirkuszban: a 2014 nyarán futó Circus Classicus című előadásban szórakoztatták a budapesti közönséget.
2016 januárjában Sun Lili, a Kínai Nemzeti Akrobatacsoport kreatív igazgatója, valamint a Pekingi Akrobataiskola művészeti igazgatója a 11. Budapesti Nemzetközi Cirkuszfesztivál zsűrijében ülve ígéretet tett Fekete Péternek, a Fővárosi Nagycirkusz igazgatójának: 2018-ra egy soha nem látott világszámot hoz létre csapatával, ha azt bemutathatják a következő cirkuszfesztiválon, Budapesten. A produkció elkészült, ami egy olyan esernyő–zsonglőr szám, amely során a nézők egy lótuszvirágzásnak lehettek szemtanúi a Kínai Nemzeti Akrobatacsoport (Chinese National Acrobatic Troupe) előadásában. A kínai csapat egy diabolo számmal is fellépett a fesztiválon.
A versenyprogram egyetlen magyar résztvevője a Baros Imre Artistaképzőben végzett Ádám és Benjámin duója volt kínai rúdszámukkal. A két artistát a budapesti közönség már láthatta többek között 2015-ben a Magyar Cirkuszcsillagok című műsorban és 2017-ben a Rómeó és Júlia cirkuszszínházi előadásban. Ez volt az első alkalom, hogy csak egy magyar fellépő szerepelt a nemzetközi programban.
Így összesen 14 ország 28 produkciója versenyezett a tizenkettedik fesztiválon, ami az eddigi legalacsonyabb létszám a rendezvény történetében.
A fesztivál „A” és „B” műsorának nyitóképét ezúttal a magyar Rippel Brothers handstandszáma, valamint Richter Flórián és fia, Kevin lovas akrobataszáma adták. A két Rippel-fivér, Ferenc és Viktor másodjára vett részt a fesztiválon, hiszen a 2000-ben megrendezett 3. Budapesti Nemzetközi Cirkuszfesztiválon ezüst-díjat nyertek.
A fesztivál előadásainak házigazdái Maka Gyula, a Fővárosi Nagycirkusz konferansziéja és Ungár Anikó, nemzetközileg elismert bűvész voltak, akik magyar és angol nyelven ismertették a műsorszámokat végigkísérve az egész műsort.

## A fesztivál fellépő művészei

### „A” műsor
Az „A” műsort 2018. január 9-én, kedden 19 órakor és január 13-án, szombaton 11 és 15 órakor mutatták be a Fővárosi Nagycirkuszban. Az előadás hossza szünettel együtt körülbelül három óra volt. A zsűri bemutatására a negyedik műsorszám után került sor. A nemzetközi, szakmai zsűri szavazatai alapján a legjobbak bekerültek a gálaműsorba. Összesen 14 produkció került bemutatásra.
A műsort a következő produkciók nyitották meg:
- Richter Flórián és Richter Kevin – lovas akrobataszám (Magyarország)
- Rippel Brothers – handstand a levegőben (Magyarország)

| #  | Előadó                                             | Szám          | Ország        |
| -- | -------------------------------------------------- | ------------- | ------------- |
| 01 | Las Bellas Chicas                                  | kínai rúdszám | Kuba          |
| 02 | Duo Cardio                                         | perzs szám    | Mexikó        |
| 03 | Whitout Socks                                      | bohóctrió     | Oroszország   |
| 04 | Agustín Viglione                                   | buborékszám   | Argentína     |
| 05 | Duo Solys                                          | handstand     | Kuba          |
| 06 | Whitout Socks                                      | bohóctrió     | Oroszország   |
| 07 | Nomuna                                             | hand voltige  | Mongólia      |
| 08 | Duo Supka                                          | zsonglőrszám  | Csehország    |
| 09 | Whitout Socks                                      | bohóctrió     | Oroszország   |
| 10 | Ádám és Benjámin                                   | kínai rúdszám | Magyarország  |
| 11 | Rafał Walusz                                       | bűvész        | Lengyelország |
| 12 | Hametov Family                                     | gurtniszám    | Üzbegisztán   |
| 13 | Whitout Socks                                      | bohóctrió     | Oroszország   |
| 14 | Chinese National Acrobatic Troupe – Gorgeous Girls | diabolo       | Kína          |

A műsort hagyományosan a finálé zárja, ahol a fellépő művészek még egyszer felvonulnak.

### „B” műsor
A „B” műsort 2018. január 10-én, szerdán 19 órakor és január 11-én, csütörtökön 15 és 19 órakor mutatták be a Fővárosi Nagycirkuszban. Az előadás hossza szünettel együtt körülbelül három óra volt. A zsűri bemutatására a negyedik műsorszám után került sor. A nemzetközi, szakmai zsűri szavazatai alapján a legjobbak bekerültek a gálaműsorba. Összesen 14 produkció került bemutatásra.
A műsort a következő produkciók nyitották meg:
- Richter Flórián és Richter Kevin – lovas akrobataszám (Magyarország)
- Rippel Brothers – handstand a levegőben (Magyarország)

| #  | Előadó                            | Szám                  | Ország        |
| -- | --------------------------------- | --------------------- | ------------- |
| 01 | Stanislav Vysotskyi               | zsonglőr              | Ukrajna       |
| 02 | Alex Bobylev                      | bohóc                 | Oroszország   |
| 03 | Bazan Sisters                     | handstand             | Brazília      |
| 04 | Kalashnikov Brothers              | diabolo               | Oroszország   |
| 05 | Alex Bobylev                      | bohóc                 | Oroszország   |
| 06 | Nomuna                            | ugródeszkaszám        | Mongólia      |
| 07 | Vodyanik Group: Gallea Act        | levegőszám            | Oroszország   |
| 08 | Alex Bobylev                      | bohóc                 | Oroszország   |
| 09 | Brayan Gambi                      | handstand             | Franciaország |
| 10 | Andrejs Fjodorovs                 | kutya– és galambszám  | Lettország    |
| 11 | Duo Feeling                       | gurtniszám            | Ukrajna       |
| 12 | Duo Funcoholics                   | kínai rúdszám         | Oroszország   |
| 13 | Alex Bobylev                      | bohóc                 | Oroszország   |
| 14 | Chinese National Acrobatic Troupe | esernyő–zsonglőr szám | Kína          |

A műsort hagyományosan a finálé zárta, ahol a fellépő művészek még egyszer felvonultak.

### Newcomer Show
A Newcomer Show (magyarul: Új fellépők műsora) 2018. január 12-én, pénteken 15 órakor, versenyprogramon kívül került megrendezésre.
| #  | Előadó | Szám                                                 |
| -- | --- | ---------------------------------------------------- |
| 01 | Herczeg Dávid | görgőszám                                            |
| 02 | Bernáth Imre | visual comedy                                        |
| 03 | Golden Pyramid | erőemelő szám                                        |
| 04 | Sziszka | akrobatikus egykerekűszám                            |
| 05 | Vellai Krisztina | levegőszám                                           |
| 06 | Tattoo Brothers | akrobatika                                           |
| 07 | Bernáth Imre | visual comedy                                        |
| 08 | Lui | bűvész                                               |
| 09 | Jövő Nemzedék – Magyar cirkuszigazgatók kisgyermekei: Ádám Henrik és Ádám Dzsamina Eötvös Lorienn Annabell és Donnert Katalin Donnert Melani Varga Riko Manuel | feszített drótszám levegő karikaszám tissue zsonglőr |
| 10 | Bernáth Imre | visual comedy                                        |
| 11 | Fábián Attila | handstand                                            |
| 12 | Fodor Felícia | gurtniszám                                           |
| 13 | Bernáth Imre | visual comedy                                        |
| 14 | High5 | gumiasztalszám                                       |

A műsort hagyományosan a finálé zárta, ahol a fellépő művészek még egyszer felvonultak.

### Lyrical Circus Late-Night Show
A Lyrical Circus Late-Night Show (magyarul: Késő esti költői cirkusz) 2018. január 12-én, pénteken 22 órakor került megrendezésre.
| #  | Előadó                                   | Szám             | Ország             |
| -- | ---------------------------------------- | ---------------- | ------------------ |
| 01 | Silvia Dopazo                            | kötélszám        | Spanyolország      |
| 02 | Yan Sokolovskyy & Maria Ilienko          | biciklis randevú | Ukrajna            |
| 03 | Duo Romance                              | rúdszám          | Románia            |
| 04 | Patrik Nieklan                           | karikaszám       | Lengyelország      |
| 05 | Duo Juderto                              | gurtniszám       | Magyarország       |
| 06 | Artimpression                            | trapézszám       | Magyarország       |
| 07 | Aliona Klimovich                         | lábzsonglőr      | Fehéroroszország   |
| 08 | Michael Olivares                         | gurtniszám       | Spanyolország      |
| 09 | Bakk Diána                               | rúdszám          | Magyarország       |
| 10 | Tatiana Ozhiganova és Denis Yevgenyevich | levegőszám       | Egyesült Királyság |
| 11 | X–Treme Brothers                         | handstand        | Románia            |

### Gálaműsor
A gálaműsor 2018. január 14-én, vasárnap 19 órakor került megrendezésre 12 produkció részvételével. Az előadás hossza szünettel együtt körülbelül három és fél óra volt. A program az „A” és a „B” műsor, valamint a Newcomer Show – a szakmai zsűri által legjobbnak ítélt – fellépőiből állt össze.
A műsort a következő produkciók nyitották meg:
- Richter Flórián és Richter Kevin – lovas akrobataszám (Magyarország)
- Rippel Brothers – handstand a levegőben (Magyarország)

| #  | Előadó                                             | Szám                  | Ország       |
| -- | -------------------------------------------------- | --------------------- | ------------ |
| 01 | Stanislav Vysotskyi                                | zsonglőr              | Ukrajna      |
| 02 | Duo Feeling                                        | gurtniszám            | Ukrajna      |
| 03 | Whitout Socks                                      | bohóctrió             | Oroszország  |
| 04 | Ádám és Benjámin                                   | kínai rúdszám         | Magyarország |
| 05 | Duo Solys                                          | handstand             | Kuba         |
| 06 | Nomuna                                             | ugródeszkaszám        | Mongólia     |
| 07 | Chinese National Acrobatic Troupe                  | esernyő–zsonglőr szám | Kína         |
| 08 | Vodyanik Group: Gallea Act                         | levegőszám            | Oroszország  |
| 09 | Andrejs Fjodorovs                                  | kutya– és galambszám  | Lettország   |
| 10 | Duo Funcoholics                                    | kínai rúdszám         | Oroszország  |
| 11 | Vellai Krisztina                                   | levegőszám            | Magyarország |
| 12 | Chinese National Acrobatic Troupe – Gorgeous Girls | diabolo               | Kína         |

A műsort hagyományosan a finálé zárta, ahol a fellépő művészek még egyszer felvonultak. Az előadás végén került sor a Pierrot-díjak átadására.

## A fesztivál díjazottjai

### A versenyprogram díjazottjai
| Díj           | Nyertes                           | Ország       | Szám                  | Átadta                                        |
| ------------- | --------------------------------- | ------------ | --------------------- | --------------------------------------------- |
| Arany Pierrot | Chinese National Acrobatic Troupe | Kína         | esernyő–zsonglőr szám | Szalay-Bobrovniczky Alexandra, Endrész László |
| Arany Pierrot | Nomuna                            | Mongólia     | ugródeszkaszám        | Eugene Chaplin, Szabó Tünde                   |
| Ezüst Pierrot | Andrejs Fjodorovs                 | Lettország   | kutya– és galambszám  | Elisa van der Meijden, Frank Keller           |
| Ezüst Pierrot | Duo Funcoholics                   | Oroszország  | kínai rúdszám         | Bernhard Paul, Kristóf István                 |
| Ezüst Pierrot | Whitout Socks                     | Oroszország  | bohóctrió             | Graeser József, Peter Dubinsky                |
| Bronz Pierrot | Ádám és Benjámin                  | Magyarország | kínai rúdszám         |                                               |
| Bronz Pierrot | Vodyanik Group: Gallea Act        | Oroszország  | levegőszám            | Fabio Montico, Kristóf Krisztián              |
| Bronz Pierrot | Stanislav Vysotskyi               | Ukrajna      | zsonglőr              | Lyudmila Schevchenko                          |
| Bronz Pierrot | Duo Solys                         | Kuba         | handstand             | Sun Lili                                      |

A nemzetközi szakértőkből álló zsűri döntése alapján a 12. Budapesti Nemzetközi Cirkuszfesztivál fődíjat, az Arany Pierrot-díjat A mongol Nomuna csoport és a kínai Chinese National Acrobatic Troupe nyerte. Mongol produkciónak ez először sikerült a fesztivál története során, míg Kínának hatodszorra.
A 2018-as fesztiválon a két arany díj mellett három ezüst és négy bronz díjat osztottak ki. Ezüst Pierrot-díjat kapott Andrejs Fjodorvs kutya- és galambszámáért Lettországból, az orosz Duo Funcoholics kínai rúdszámáért és a Without Socks orosz bohóctrió. Érdekesség, hogy lett versenyző először vehetett át díjat a fesztiválon.
A zsűri bronz díjjal tüntette ki a versenyprogram egyetlen magyar produkcióját, Fehér Ádámot és Kassai Benjámint kínai rúdszámukért, az orosz Group Gallea-t levegőszámukért, az ukrán Stanislav Vysotskyit zsonglőr számáért és a kubai Duo Solyst handstand számukért. Magyarország nyolcadik bronz díját szerezte, összesen pedig így már a magyar artisták tizenkét díjat szereztek a megmérettetésen.
Az előző évekhez hasonlóan január 13-án este került sor egy fesztivált lezáró zártkörű fogadásra Vajdahunyad várában. Szakítva némileg a korábbi hagyományokkal, a versenyprogram eredményeit itt nem közölték a művészekkel és a sajtóval, csak a különdíjak kerültek átadásra. A győzteseknek járó Pierrot-díjakat az egyhetes seregszemlét záró vasárnapi gálaműsor végén adtak át a Fővárosi Nagycirkuszban.

### A Newcomer Show díjazottjai
| Díj   | Nyertes          | Szám           | Átadta                                 |
| ----- | ---------------- | -------------- | -------------------------------------- |
| Arany | High5            | gumiasztalszám | Szabó László, Szente Vajk              |
| Ezüst | Vellai Krisztina | levegőszám     | Eötvös Tibor                           |
| Bronz | Golden Pyramid   | erőemelő-szám  | Carmen Rodin, Rafael Perez-Malo Stinga |

### A Lyrical Circus Late-Night Show díjazottjai
| Díj   | Nyertes          | Ország           | Szám        | Átadta                                    |
| ----- | ---------------- | ---------------- | ----------- | ----------------------------------------- |
| Arany | X–Treme Brothers | Románia          | handstand   | Tayisia Kornilova, Marius Gabriel Lazurca |
| Ezüst | Aliona Klimovich | Fehéroroszország | lábzsonglőr | Eric Zholzhaksynov, Dér Ágnes             |
| Bronz | Duo Romance      | Románia          | rúdszám     | Mága Zoltán, Helmut Grosscurth            |

### Különdíjak
A fesztivál nagydíjai mellett ebben az évben is odaítélésre kerültek a zsűri tagjai, cirkuszvezetők által felajánlott különdíjak. Ezeket a díjakat a nemzetközi cirkuszi szakma fontos szereplői adtak át a Vajdahunyad várában megtartott banketten.
| Különdíj                                                                        | Nyertes                                              | Szám                                                 | Ország        | Átadta                                      |
| ------------------------------------------------------------------------------- | ---------------------------------------------------- | ---------------------------------------------------- | ------------- | ------------------------------------------- |
| A Blackpool Tower Circus különdíja                                              | Las Bellas Chicas                                    | kínai rúdszám                                        | Kuba          | Endrész László                              |
| A Hawaii Ázsiai Csendes-óceáni Kulturális és Művészeti Intézet különdíja        | Andrejs Fjodorovs                                    | kutya– és galambszám                                 | Lettország    | Sun Lili                                    |
| A Lett Cirkuszművészek Szövetségének különdíja                                  | Andrejs Fjodorovs                                    | kutya– és galambszám                                 | Lettország    | Lolita Lipinska                             |
| Az Artistaművészek és Cirkuszi Dolgozók Szakszervezetének különdíja             | Duo Supka                                            | zsonglőrszám                                         | Csehország    | Eötvös Tibor                                |
| Az Asztanai Nagycirkusz díja                                                    | Richter Flórián                                      | lovas akrobataszám                                   | Magyarország  | Erik Zholzhaksynov                          |
| Budapest Grand Prix                                                             | Richter Flórián                                      | lovas akrobataszám                                   | Magyarország  | Szalay-Bobrovniczky Alexandra, Román Sándor |
| Budapest Grand Prix                                                             | Richter Kevin                                        | lovas akrobataszám                                   | Magyarország  | Szalay-Bobrovniczky Alexandra, Román Sándor |
| Az Európai Cirkuszszövetség (ECA) különdja                                      | Helmut Grosscurth                                    | lovas akrobataszám                                   | Magyarország  |                                             |
| A kijevi Ukrán Nemzeti Cirkusz különdíja                                        | Rafał Walusz                                         | bűvész                                               | Lengyelország | Lyudmila Shevchenko                         |
| Az Orosz Állami Cirkusztársulat, Rosgoscirk különdíja                           | Rafał Walusz                                         | bűvész                                               | Lengyelország | Tayisia Kornilova                           |
| A Latinai Nemzetközi Cirkuszfesztivál különdíja                                 | Ádám és Benjámin                                     | kínai rúdszám                                        | Magyarország  | Fabio Montico                               |
| A Fehéroroszországi Állami Cirkusz (Minszk) különdíja                           | Stanislav Vysotskyi                                  | zsonglőr                                             | Ukrajna       | Vladimir Shaban                             |
| A Cirque du Soleil különdíja                                                    | Stanislav Vysotskyi                                  | zsonglőr                                             | Ukrajna       | Fabrice Becker                              |
| Eugene Chaplin különdíja                                                        | Alex Bobylev                                         | bohóc                                                | Oroszország   | Eugene Chaplin                              |
| A Közép-európai Cirkuszművészeti Egyesület (CECA) különdíja (első helyezés)     | Hametov Family                                       | gurtniszám                                           | Üzbegisztán   | Fekete Péter                                |
| A Közép-európai Cirkuszművészeti Egyesület (CECA) különdíja (második helyezés)  | Duo Feeling                                          | gurtniszám                                           | Ukrajna       | Fekete Péter                                |
| A Közép-európai Cirkuszművészeti Egyesület (CECA) különdíja (harmadik helyezés) | Agustín Viglione                                     | buborékszám                                          | Argentína     | Fekete Péter                                |
| A magyar cirkuszigazgatók arany díja                                            | Whitout Socks                                        | bohóctrió                                            | Oroszország   | Eötvös Loránd                               |
| A magyar cirkuszigazgatók arany díja (Newcomer Show)                            | Jövő Nemzedék – Magyar cirkuszigazgatók kisgyermekei | Jövő Nemzedék – Magyar cirkuszigazgatók kisgyermekei | Magyarország  | Graeser József, Wertheim István             |
| A magyar cirkuszigazgatók arany díja (Lyrical Circus Late-Night Show)           | Duo Romance                                          | rúdszám                                              | Románia       | Ádám Krisztina                              |
| A Közép-európai Cirkuszművészeti Egyesület (CECA) különdíja                     | Rippel Akadémia                                      | handstand a levegőben                                | Magyarország  | Hunyadi Mátyás Arkan, Szabó Tünde           |

A Firebird Production különdíját a Fekete Péter által megalkotott Lyrical Circus Late-Night Show kapta. A díjat Peter Dubinsky amerikai producer, a Firebird Production tulajdonosa adta át.
2018. június 7-én, a fesztivál műsorfüzete nyert a legjobb nyomtatott kiadvány kategóriájában a Pécsi Országos Színházi Találkozón (POSZT) a Magyar Teátrumi Társaság Színházat vegyenek! címmel megtartott IV. Színházmarketing Konferenciáján.

## Televíziós közvetítés
Az MTVA kilenc kamerával rögzítette a cirkuszfesztivál műsorát. A felvételeket először az M5 a műsorsugárzó kulturális csatornája közvetítette: 2018. április 14-én az „B” műsorról, április 21-én – a Cirkuszi Világnapon – a „A” műsorról és április 28-án, a díjátadó gálaműsorról készült összeállítást vetítették 130-135 percben.
| „B” műsor 1. Richter Flórián és Richter Kevin – lovas akrobataszám (Magyarország) 2. Rippel Brothers – handstand a levegőben (Magyarország) 3. Stanislav Vysotskyi – zsonglőr (Ukrajna) 4. Bazan Sisters – handstand (Brazília) 5. Kalashnikov Brothers – diabolo (Oroszország) 6. Alex Bobylev – bohóc (Oroszország) 7. Nomuna – ugródeszkaszám (Mongólia) 8. Vodyanik Group: Gallea Act – levegőszám (Oroszország) 9. Brayan Gambi – handstand (Franciaország) 10. Andrejs Fjodorovs – kutya– és galambszám (Lettország) 11. Duo Feeling – gurtniszám (Ukrajna) 12. Duo Funcoholics – kínai rúdszám (Oroszország) 13. Alex Bobylev – bohóc (Oroszország) 14. Chinese National Acrobatic Troupe – esernyő–zsonglőr szám (Kína) | „A” műsor 1. Richter Flórián és Richter Kevin – lovas akrobataszám (Magyarország) 2. Rippel Brothers – handstand a levegőben (Magyarország) 3. Las Bellas Chicas – kínai rúdszám (Kuba) 4. Duo Cardio – perzs szám (Mexikó) 5. Agustín Viglione – buborékszám (Argentína) 6. Without Socks – bohóctrió (Oroszország) 7. Duo Solys – handstand (Kuba) 8. Nomuna – hand voltige (Mongólia) 9. Duo Supka – zsonglőrszám (Csehország) 10. Ádám és Benjámin – kínai rúdszám (Magyarország) 11. Rafał Walusz – bűvész (Lengyelország) 12. Hametov Family – gurtniszám (Üzbegisztán) 13. Without Socks – bohóctrió (Oroszország) 14. Chinese National Acrobatic Troupe – diabolo (Kína) |

### 3. rész
Gálaműsor
1. Richter Flórián és Richter Kevin – lovas akrobataszám (Magyarország)
2. Rippel Brothers – handstand a levegőben (Magyarország)
3. Stanislav Vysotskyi – zsonglőr (Ukrajna)
4. Duo Feeling – gurtniszám (Ukrajna)
5. Without Socks – bohóctrió (Oroszország)
6. Ádám és Benjámin – kínai rúdszám (Magyarország)
7. Duo Solys – handstand (Kuba)
8. Nomuna – ugródeszkaszám (Mongólia)
9. Chinese National Acrobatic Troupe – esernyő–zsonglőr szám (Kína)
10. Vodyanik Group: Gallea Act – levegőszám (Oroszország)
11. Andrejs Fjodorvs – kutya– és galambszám (Lettország)
12. Duo Funcoholics – kínai rúdszám (Oroszország)
13. Vellai Krisztina – tissue szám (Magyarország)
14. Chinese National Acrobatic Troupe – diabolo (Kína)

## Visszatérő művészek
| Előadó                                               | Szám          | Ország      | Előző év                  |
| ---------------------------------------------------- | ------------- | ----------- | ------------------------- |
| Konstantin Gvozdetskiy (a Duo Funcoholics tagjaként) | kínai rúdszám | Oroszország | 2002 (a Murzak tagjaként) |